# Filialkirche Preims

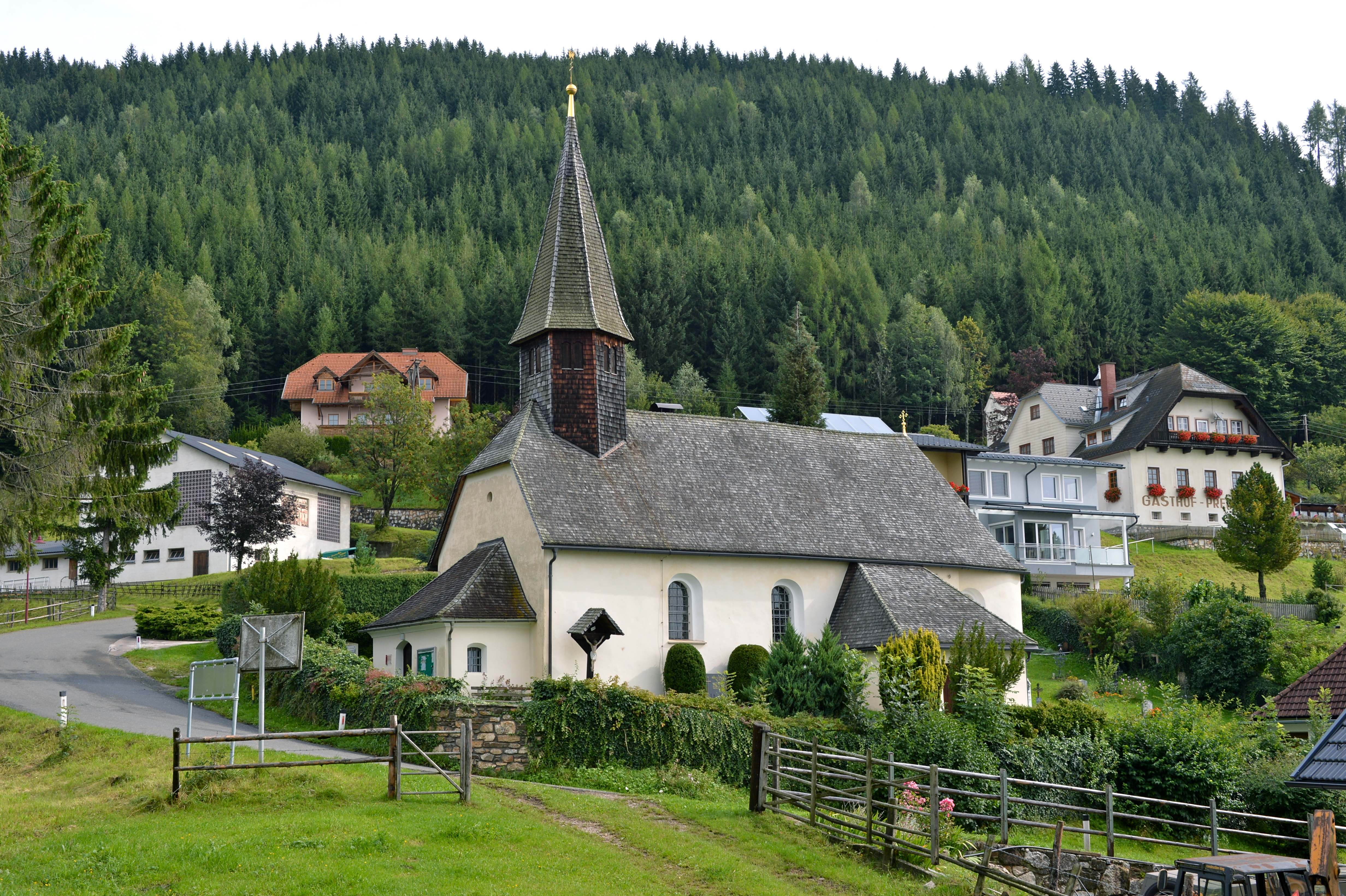
Katholische Filialkirche hl. Primus in Preims

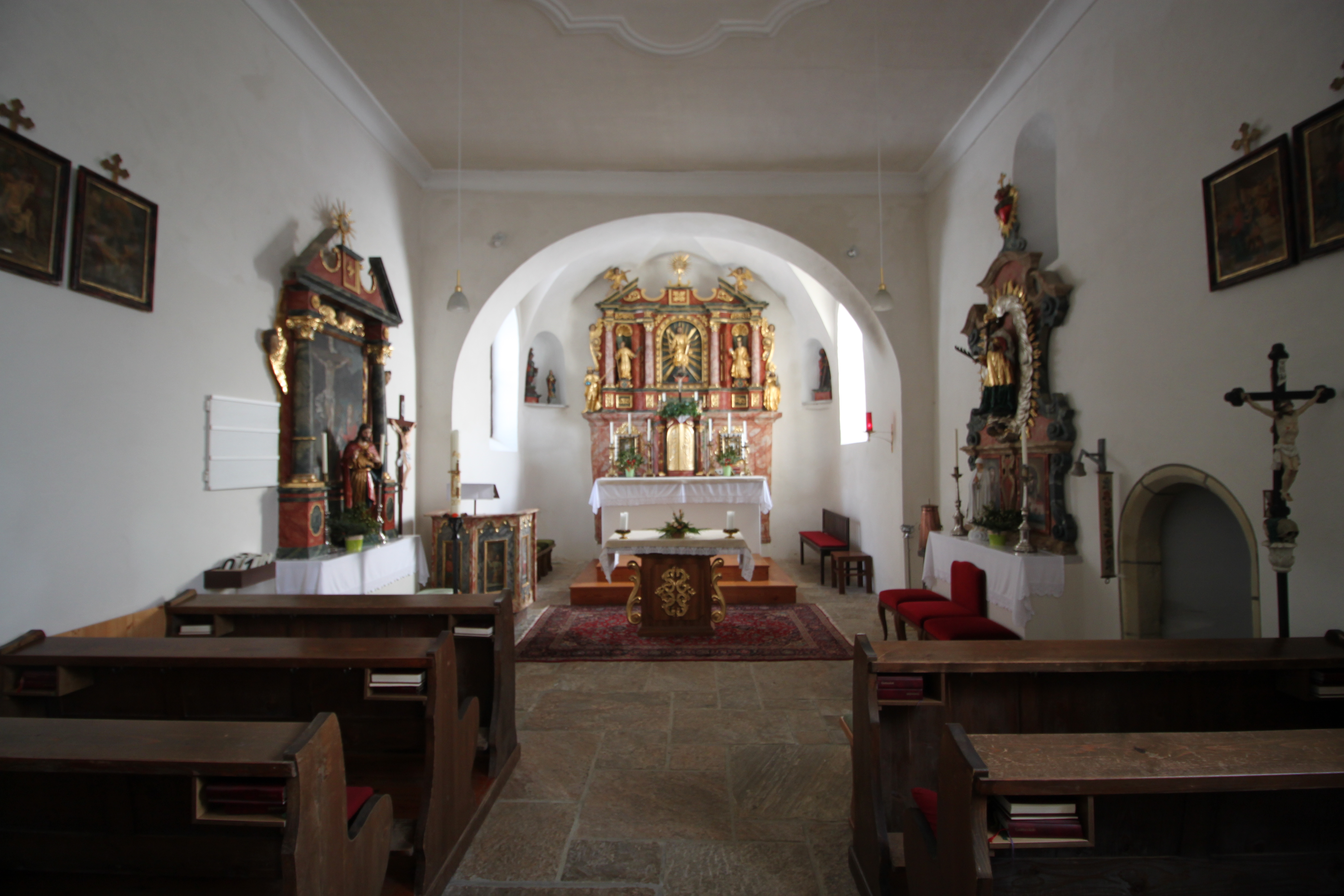
Langhaus, Blick zum Chor

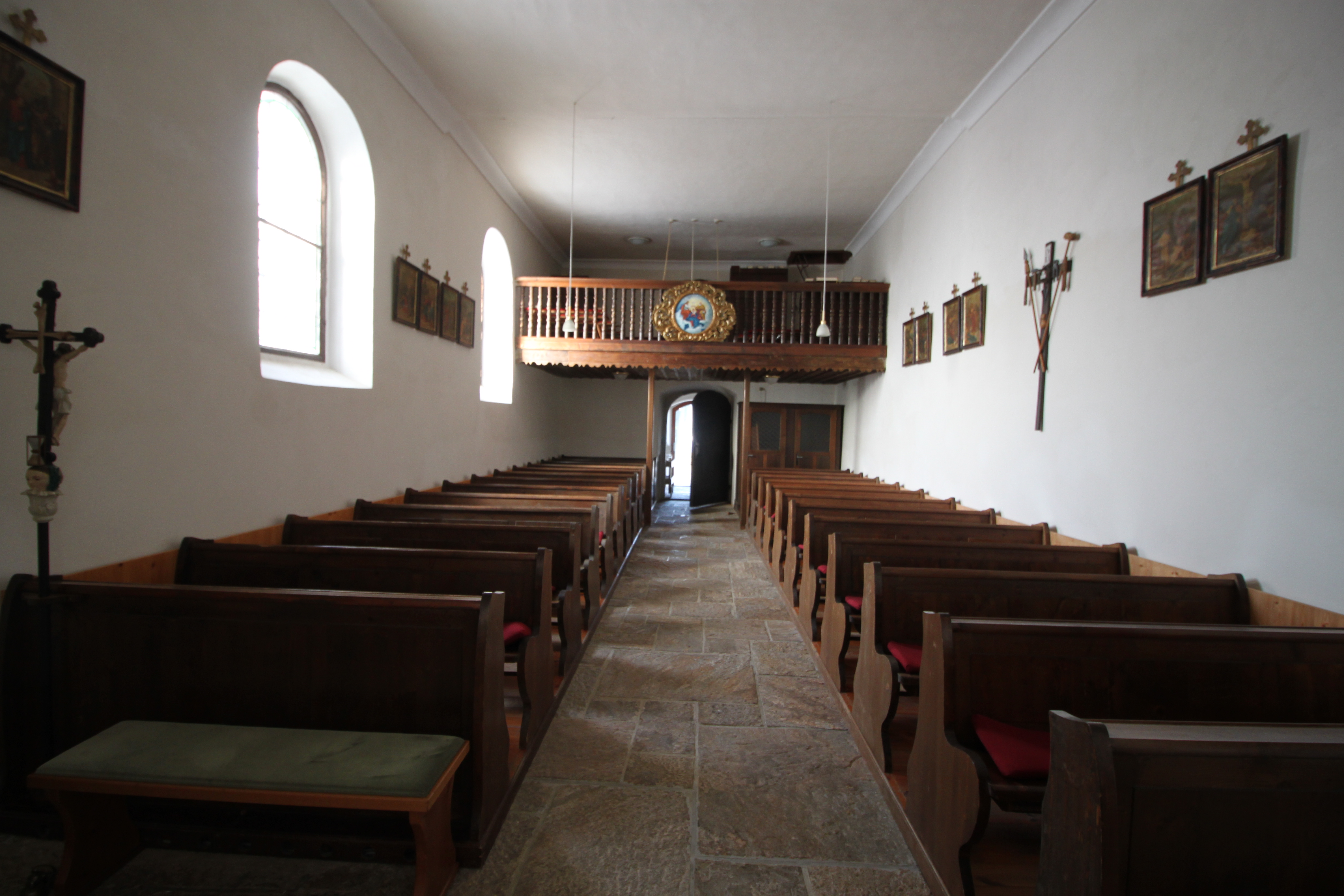
Langhaus, Blick zur Empore

Die Filialkirche Preims steht im Kirchweiler Preims in der Stadtgemeinde Wolfsberg im Bezirk Wolfsberg in Kärnten. Die dem Patrozinium des hl. Primus unterstellte römisch-katholische Filialkirche der Pfarrkirche St. Margarethen im Lavanttal gehört zum Dekanat Wolfsberg in der Diözese Gurk-Klagenfurt. Die Kirche steht unter Denkmalschutz (Listeneintrag).

## Lage
Die Kirche steht im Kirchweiler der Streusiedlung Preims auf 984 m Seehöhe an einem Südhang der Saualpe des Weissenbachgrabens im Lavanttal. Der Bergrücken verläuft von Wolfsberg über Unterleidenberg und Oberleidenberg nach Preims.

## Geschichte
Luden als Leidenberg wurde 1147 urkundlich genannt, die Kirche 1399. Der romanische Kirchenbau erhielt im Barock eine Erweiterung des Langhauses nach Westen und im Osten einen Choranbau.

## Architektur
Die Kirche steht längs zum Hang und ist von einem ummauerten Friedhof umgeben. Das Kaplanhaus der ehemaligen Kaplanei steht baulich in den Friedhof hinein.
Das rechteckige romanische Langhaus, im Barock nach Westen erweitert, zeigt an der Nordlängswand opus spicatum und an der Südlängswand romanische Rundbogenfenster. Auf dem geschindelten Satteldach sitzt ein sechsseitiger Dachreiter aus Holz, er trägt einen Spitzhelm. Der Portalvorbau im Westen ist geschlossen. Südlich ist ein Sakristeianbau bedingt durch die Hanglage tiefer gesetzt.
Ostseitig ist eine römerzeitliche Grabinschrift für die Einheimischen Surus, Tertia und Quartus, Soldat der 5. Breucer-Kohorte, vermauert.
Im Portalvorbau befindet sich eine Wendeltreppe zur Empore. Das Westportal ist rundbogig. Das einfache rechteckige Langhaus hat eine Flachdecke. Das rundbogige Sakristeiportal ist tiefer gesetzt. Der einjochige leicht eingezogene Chor hat ein Tonnengewölbe mit Stichkappen und barocke Fenster.

## Ausstattung
Der Hochaltar um 1680, später auf einen hohen Sockel gestellt, zeigt eine Triumphbogenarchitektur und einen gesprengten Dreieckgiebel mit einer Monstranz als Bekrönung. Er trägt die Figuren des hl. Primus, flankiert den Heiligen Laurentius und Barbara, und außen Oswald und Wolfgang. In der Altarmensa befindet sich ein römerzeitliches Inschriftfragment.
Der linke Seitenaltar ist aus der zweiten Hälfte des 17. Jahrhunderts. Der rechte Seitenaltar hl. Johannes Nepomuk entstand in der ersten Hälfte des 18. Jahrhunderts.